# Daishawn Redan
Daishawn Orpheo Marvin Redan (* 2. Februar 2001 in Amsterdam, Niederlande) ist ein niederländischer Fußballspieler auf der Position eines Stürmers.

## Karriere

### Verein
Redan, dessen Wurzeln in Suriname liegen, wechselte im Alter von 16 Jahren aus der Jugendakademie von Ajax Amsterdam nach England in die Nachwuchsakademie des FC Chelsea. Dabei kam er für diverse Nachwuchsmannschaften zum Einsatz und nahm auch an der UEFA Youth League teil. In 29 Spielen für die U18 und U19 des FC Chelsea waren Redan 7 Vorlagen nebst 18 Tore gelungen. Im Januar 2018 rückte er in die U23 auf und kam dabei zu 14 Toren in 34 Wettbewerbsspielen.
Zur Saison 2019/20 wechselte Redan in die Bundesliga zu Hertha BSC. In der Hinrunde kam er unter dem Cheftrainer Ante Čović zu einem Bundesligaeinsatz. Daneben spielte er 8-mal in der zweiten Mannschaft in der viertklassigen Regionalliga Nordost, wobei er 4 Tore erzielte. Für die A-Jugend (U19) kam Redan zu einem Einsatz in der A-Junioren-Bundesliga. Um Spielpraxis auf einem höheren Niveau zu sammeln, wechselte er Ende Januar 2020 bis zum Saisonende auf Leihbasis in seine Heimat zum Erstligisten FC Groningen. Dort kam er zu fünf Einsätzen, da die Eredivisie wegen der COVID-19-Pandemie abgebrochen wurde. Zur Saison 2020/21 kehrte Redan zu Hertha BSC zurück und kam zu sieben Einsätzen.
Am letzten Tag der Sommer-Transferperiode, wechselte Redan auf Leihbasis zum PEC Zwolle. Dort absolvierte er am 11. September 2021 sein erstes Pflichtspiel gegen Ajax Amsterdam. Seinen ersten Treffer im Profibereich erzielte er am 22. September 2021 beim 1:1 gegen Sparta Rotterdam. Am Ende der Saison stieg Redan mit Zwolle in die 2. Liga ab.
Zur Saison 2022/23 verlängerte Redan seinen Vertrag bei Hertha bis zum 30. Juni 2024 und wechselte innerhalb der Eredivisie für ein Jahr auf Leihbasis zum FC Utrecht. Nach 14 Erstligaeinsätzen (10-mal in der Startelf, ein Tor) und 2 Zweitligaeinsätzen für die zweite Mannschaft wurde die Leihe Ende Januar 2023 am letzten Tag der Transferperiode vorzeitig beendet. Redan wechselte stattdessen zum italienischen Zweitligisten FC Venedig, bei dem er einen Vertrag bis zum 30. Juni 2026 unterschrieb.
Bereits im August 2024 wechselte er zur US Avellino 1912 in die Serie C, wobei er einen Vierjahresvertrag unterzeichnete. Im Februar 2025 wechselte er bis zum Saisonende auf Leihbasis zum K Beerschot VA in die höchste belgische Fußballliga; Beerschot erhielt zudem eine Kaufoption.

### Nationalmannschaft
Redan absolvierte insgesamt 17 Spiele für die U15- und U16-Nationalmannschaft sowie 26 Partien für die niederländische U17, in denen er 21 Tore erzielte. Bei der U17-Europameisterschaft 2018 in England erreichte er mit seiner Mannschaft das Finale und gewann nach Elfmeterschießen gegen Italien. Derzeit kommt er für die niederländische U19-Nationalelf zum Einsatz.

## Erfolge
- U17-Europameister: 2018